# Съучастие в умишлено престъпление
Понятието за съучастие няма легална дефиниция. В правната теория и практика под съучастие се разбира задружна, съвместна дейност на две или повече лица за осъществяване на едно умишлено престъпление. От обективна страна съучастието се характеризира с общ умисъл или „общност на умисъла“. Това означава, че всеки един от съучастниците наред с това, че е съзнал общественоопасния характер на деянието, предвижда настъпването на общественоопасните последици, иска или се съгласява с тяхното настъпване, съзнава че и друго лице или други лица действат с умисъл за причиняване на същите общественоопасни последици. Възможно е две или повече лица, макар че действат умишлено с оглед причиняването на един и същ общественоопасен резултат, да не извършват престъплението в съучастие тогава, когато липсва последния елемент на умисъла. В тези случаи и на още по-голямо основание, когато двете лица действат при различна форма на вина или на една и съща, но непредпазлива, то не може да става дума за съучастие. При тези три хипотези се говори за т.нар. независимо съпричиняване или независимо съпричинителство. Умисълът при съучастието по принцип е определен, то няма пречки съучастието да се осъществява при алтернативен или неопределен умисъл.) Щом от субективна страна има изискване за общност на умисъла и някои от съучастниците излезе от общността, то ексцес на съучастието и за това, с което е излязъл съответния дееца отговаря самостоятелно. Общността на умисъла е и обща субективна основа за носене на наказателна отговорност при съучастие.

## Форми на съучастие
Те биват основни и неосновни. Критерият за разграничаването им по този начин е дали съответната форма на съучастие е регламентирана в Общата и Особената част на Наказателния кодекс на Република България. Основните форми са извършителство, подбудителство и помагачество. Чл. 20, ал. 1 на Наказателния кодекс не дава определение на формите на съучастие, а на видовете съучастници, а именно извършителите, подбудителите и помагачите

### Извършителство
Според чл. 20, ал. 2 извършител е този, който участва в самото изпълнение на престъплението. За извършителство говорим в две хипотези:
1) Когато едно лице участва в изпълнението на престъпление, но то не е подбудено или подпомогнато от друго или други лица.
2) Извършителство има, когато две или повече лица, участват в самото изпълнение на престъплението независимо от това дали те са подбудени или подпомогнати от други лица. Тук става дума за съизвършителство. От своя страна съизвършителството също бива два вида – едновременно и последователно. Критерият за разграничаване е времеви, т.е. това дали поведението на отделните лица се осъществява към даден момент или поведението на отделните лица се осъществява в различни периоди от време. Критерият не е липса или наличие на разпределение на ролите между извършителите. Такова разпределение наистина е по-характерно за последователното съизвършителство, но няма пречка разпределение да е налице и при едновременното съизвършителство (напр. при изнасилването по чл. 152, ал. 3 от НК). За едновременното съизвършителство е характерно, че наред с общността на умисъла се изисква у всеки един от извършителите да са налице и изрично предвидените от закона цели, характеризиращи съответния състав на престъплението.) За последователното съизвършителство е характерно, че общият умисъл от субективна страна е предварителен, т.е. от обективна страна той предполага наличие на предварителен сговор – споразумение между съизвършителите кой каква роля ще изпълнява с оглед осъществяването на престъплението. В особената част на НК съизвършителството служи като критерий за по-тежката форма на отговорност (напр. при кражба по чл. 195, ал. 1, т. 5, и при длъжностно присвояване чл. 202, ал. 1, т. 2).
От фигурата на съизвършителството следва да се разграничават няколко понятия:
Самостоятелно извършителство – едно лице само участва в осъществяването на престъплението, но те не е подбудено или подпомогнато.
Посредствено извършителство – когато едно лице използва друго наказателно неотговорно лице за конкретния случай, за да осъществи дадено престъпление. Наказателната неотговорност може да се дължи на поначало наказателна неотговорност лицето (например поради малолетие); възможно е лицето да е наказателно отговорно по начало, но се използва такова, което действа невиновно; възможно е да се използва лице, което макар и да действа виновно, действа по непредпазливост. В последната хипотеза не само, че лицето няма да отговаря за съучастие, но и ще носят наказателна отговорност само, когато това изрично е предвидено в особената част. И при трите типа хипотези посредствения извършител, действайки умишлено използва едно друго лице, като оръдие за осъществяване на дадено престъпление. Не може и дума да става за съучастие между посредствения извършител и този, който е използван.

### Подбудителство
Според чл 20. ал. 3 от НК подбудител е този, който умишлено е склонил другиго да извърши престъплението. Подбудителството като форма на съучастие се характеризира с няколко момента от субективна и обективна страна. От обективна страна се осъществява психическо въздействие от едно лице спрямо друго, за да вземе последното решение за извършване на конкретното престъпление като това въздействие може да се изрази в друго престъпление – принуда, заплашване, изнудване; другото лице да вземе решение за извършване на съответното престъпление; необходимо е мотивираното лице да е започнало най-малко да е започнало изпълнение на това престъпление, т.е. най-малко необходимо е да се осъществи опит към съответното престъпление. От субективна страна подбудителството може да се осъществи при пряк или евентуален умисъл, но и двата случая характерно, е че връзката между подбудител или подбуден е твърде интензивна.
Подбудителството следва да се отличава от неуспялото подбудителство. То се наказва по режим различен от този на съучастието (подбудителство). Поради липса на общ режим за наказване на неуспялото подбудителство, то за същото може да се носи наказателна отговорност само за изрично предвидените в Особената част на НК случаи. Това са случаите, когато неуспялото подбудителство е достатъчна степен обществено опасно, за да обуслови самостоятелно носене на наказателна отговорност. Наказуеми случаи на неуспяло подбудителство има при подбудителство към убийството по чл. 117, ал. 2 и подбудителство към лъжесвидетелстване – чл. 293, ал. 1. Неуспялото подбудителство се регламентира по т. нар. субсидиарни състави, т.е. за него ще се носи наказателна отговорност само дотолкова доколкото не е налице подбудителство като форма на съучастие, защото в тези случаи отговорността ще се носи по първоначалния състав.
Подбудителството като форма на съучастие трябва да се разграничава от явното подбудителство. При него става дума за мотивиране на неопределен кръг от лица, към извършване на дадено конкретно престъпление или към извършване въобще на престъпление. При явното подбудителство за разлика от подбудителството кръгът на мотивираните лица е неопределен. При това положение и за него е характерно, че то дефинира наказателна отговорност докато това е изрично предвидено в Особената част.

### Помагачество
Според чл. 20, ал. 4 от НК Помагач е този, който умишлено е улеснил извършването на престъплението чрез съвети, разяснения, обещание да се даде помощ след деянието, отстраняване на спънки, набавяне на средства или по друг начин. От обективна страна помагачът създава условие за изпълнение на престъплението. От този гледна точка неговото деяние може да предшества или да съпътства извършването на престъпление, но не може да се говори за последващо помагачество. От гледна точка на този обективен признак може да става дума за предварително или съпътстващо помагачество. И в двата случая това съответствие на общия признак на съучастието – причинна връзка между поведението на даденото лице и настъпването на обществено опасните последици. От субективна страна има специфика спрямо останалите форми на съучастие. Тук единствено се допуска изключение от общността на умисъла. Счита се, че е достатъчно помагачът да съзнава, че съдейства на дейността на извършителя, без да е необходимо да има обратна връзка, т.е. без да е необходимо това да е съзнавано от извършителя. Това изключение се допуска само за случаите, когато помагачеството се изразява в активно действие, но не и в случаите на бездействие.
Помагачеството се диференцира в отделни видове и с оглед характера на улесняващата дейност и бива интелектуално помагачество – даване съвети, разяснения или обещаване на помощ след извършване на деянието и физическо помагачество – изразява се в отстраняване на спънки пред извършването на престъплението, набавяне на средства и т.н.

### Усложнени форми на съучастие
Подбудителство към подбудителство, когато подбудителя упражнява въздействие върху извършителя чрез друго умишлено действащо лице, което веднъж склонено от подбудителя пряко осъществява въздействието спрямо извършителя.
Помагачество към помагачество – когато са налице умишлено съдействие на трето лице към помагача, на проявата на последния по подпомагане на извършителя.

### Разграничаване на отделните форми на съучастие
Подбудителство и интелектуално помагачество – общото е осъществяването на психическо въздействие от едно спрямо друго лице, но основното различие е към кой момент се осъществява това въздействие преди вземане на решението за извършване на престъплението (подбудителство) или след това (интелектуално помагачество).
Помагачество давано по време на изпълнение на престъплението и съизвършителство – критерият за разграничаването е дали лицето участва (съизвършителство) или не (помагачество) в самото изпълнение на престъплението.
Посредствено извършителство и подбудителство – и в двата случая едно лице мотивира друго то да извърши дадено престъпление. При посредственото извършителство се мотивира едно наказателно неотговорно за конкретния случай лице.

### Разграничаване между съучастие и съучастност
Основни форми на съучастност са укривателство (лично и вещно), недоносителство и допустителство. Това са хипотези, когато съществува обществено опасна дейност на две или повече лица, но няма съучастие. Връзката между двете деяния е връзка на обусловеност от престъплението, което се сочи за основно.
Укривателството бива два вида: лично и вещно. Лично укривателство е спомагането на лицето, което е извършило престъплението да избегне или да бъде осуетено спрямо него наказателното преследване или да остане ненаказано. Вещно укривателство има в случаите на укриване, придобиване или на спомагане да бъдат отчуждени вещи, които са били придобити от другиго чрез престъпление или чрез друго обществено опасно деяние, което е обективно съставомерно по НК. Най-голям интерес представлява съпоставянето на интелектуалното помагачество (по-конкретно интелектуалното помагачество, изразено в обещание да се даде помощ след извършване на деянието) с посочените видове укривателство. По съдържание, от една страна обещанието, в което се изразява интелектуалното помагачество, а от друга страна действията, в които се изразява личното или вещното укривателство могат да бъдат идентични. Въпросът за разграничаването на интелектуалното помагачество от укривателството има и голямо практическо значение, тъй като съдебната практика не е единна. Преобладаващото становище в съдебната практика сочи като разграничителен критерий момента, в който е дадено обещанието за помощ (дали е преди извършване на престъплението или след това). От една страна обещанието да се даде помощ след деянието е форма на съучастие, тъй като то стои в причинна връзка с основното престъпление, защото се окуражава извършителя да престъпи към престъпление. От другата страна е обещанието за помощ след извършване на престъплението – това обещание обаче не представлява престъпление (дори и да има приготовление то не е наказуемо). На практика от значение като основен критерий трябва да бъде характерът на връзката между поведението на лицето, което е участвало в основното престъпление и самото това престъпление. Ако това поведение стои в причинна връзка с извършването на основното престъпление (респективно с настъпването на обществено опасните последици) то очевидно имаме вариант на съучастие. Ако съответното поведение не стои в причинна връзка, а напротив следва извършването на основното престъпление, възниква въпросът дали не би могло ако то е обусловено от основното престъпление да се третира като лично или вещно укривателство (регламентирано в чл.215 НК). Ако дадено лице е съучастник в основното престъпление, то това изключва възможността същото лице да носи наказателна отговорност за укривателство спрямо това престъпление. При формите на съпричастност макар и да има връзка на обусловеност с основното престъпление, липсва съучастие в него.
Недоносителство е налице, когато деецът знае, че ще се извърши, върши се или вече е извършено престъпление от друго лице, но въпреки това не информира органите на властта. Проблемът тук е по-скоро от морално естество, поради което недоносителството се наказва само при изключителни случаи (чл. 248 – недоносителство при вършене на престъпление против паричната и кредитната система по чл. 243 и 244). В теорията се настоява, че за разграничителен критерий между недоносителство и съучастие трябва да се приеме липсата на причинна връзка между поведението на недоносителя и съответно извършването или довършването на основното престъпление. Този критерий обаче е безспорен единствено при третия вариант на недоносителството. Не така стоят въпросите с първите два варианта. За да се обоснове ситуацията в тези случаи се казва, че недоносителят с нищо не допринася за извършването/довършването на престъплението, за което не съобщава и понеже помагачество чрез бездействие е възможно само когато помагачът е длъжен да действа, то така още на обективна основа се изключва възможността недоносителството да се третира като помагачество (съучастие). Текстовете на закона обаче не предвиждат посочения признак и това е още едни аргумент, че посоченият критерий не е общо приложим. По-скоро като общ критерий би следвало да се посочи наличието или липсата на общност на умисъла, т.е. разграничителен критерий трябва да е субективния признак характерен за всяка форма на съучастие. При недоносителството субективната връзка е еднопосочна – само недоносителят знае че се върши, предстои да се извърши или вече е извършено престъпление, лицето което действа не знае, че може да разчита на съдействие от страна на недоносителя.
Допустителство е непопречването на извършване/довършване на престъпление от друго лице. Най-общо случай на допустителство е регламентиран в чл. 322 от НК, а допустителството по служба в чл. 226, ал.3 във връзка с ал. 1 и 2. В общия случай допустителят допуска извършването или довършването на престъпление от друго лице – той бездейства и макар че има възможност не попречва на извършителя на престъплението. За разлика от недоносителството, което може да следва основното престъпление и от укривателството, което винаги следва основното престъпление, то допустителството винаги предхожда или съпътства извършването на основното престъпление. Поради това тук спор няма, че както при съучастието така и при допустителството има причинна връзка между деянието на допустителя и извършването/довършването на допуснатото престъпление. Поведението на допустителя улеснява извършването на допуснатото престъпление. Проблемът за разграничаване на допустителство от съучастие се усложнява, че при помагачеството е допустимо напускане на общността на умисъла – как тогава да се разграничи допустителство от помагачество. Изключението от общността на умисъла при помагачество се допуска само, когато то се изразява в действие, но не и при бездействие. Лицето, което извършва основното престъпление не съзнава, че допустителят с бездействието си улеснява извършването на престъпление. В противен случай ако деецът узнае за поведението на допустителя, то допустителството прераства в помагачество.

### Неосновни форми на съучастие
Регламентирани са в Особената част на НК, без да имат общ режим. По принцип под неосновни форми се разбират престъпна организация или група, осъществяване на престъпление от тълпа и необходимо съучастие.
Престъпна организация или група (чл. 109 ал. 1 и 2, 321, 321а от НК) – регламентирани са различни хипотези, свързани със създаването, ръководството или членуването в такава организация или група. В случая става дума за особени хипотези на подготвителна дейност, които са въздигнати в престъпление. Самото създаване, ръководене или участие в такава организация или група е основание за носене на наказателна отговорност, без да е необходимо организацията или групата да е пристъпила към извършване и на едно от престъпленията, за които е създадена. Разриката между група или организация се състои в това каква е степента на устойчивост от една страна и на организираност от друга. Очевидно организацията е по-устойчиво и в по-висока степен организирано формирование. Организацията в тази връзка предполага наличието на структури в повече от едно населени места. Чрез тези форми на престъпна дейност се регламентират вариантите на организирана престъпност, без това понятие да е разисквано в Общата част на Кодекса. При този вариант на особена задружна дейност е възможно дадения тип посегателство да бъде осъществен не от организация или група, а от едно лице или при условия на основните форми на съучастие.
Осъществяване на престъпление от тълпа – под тълпа се разбира множество от хора събрани на публично място, без предварителна подготовка, към които всеки може да се присъедини – чл. 163. Има диференциация на наказателната отговорност за предводителите и подбудителите на тълпата: за тях наказателната отговорност е по-тежка отколкото за тези, които само се считат за участници в тълпата (всяко едно лице, което е на мястото със същата цел). И тази форма на задружна дейност не изключва възможността съответния тип посегателство да се осъществи от едно само лице или при условията на основните форми на съучастие.
Необходимо съучастие – тук се има предвид една особеност с оглед самата конструкция на състава на дадения вид престъпна дейност. Тази особеност се изразява в необходимостта най-малко две лица да участват в изпълнението на престъплението, за да може да има изобщо престъпление. Това е различието между необходимото съучастие първите две форми на неосновна задружна дейност. И тук може да съществуват различни хипотези, при които един от участниците няма да е наказателно отговорно лице. общият принцип е, че по начало конструкцията на състава предполага съучастие на най-малко две лица и то се осъществява като необходимо – това е необходимо съучастие в тесен смисъл. Всяка от представените форми на задружна престъпна дейност може да бъде обозначена като необходимо съучастие в широк смисъл, защото като изключим необходимото съучастие в тесен смисъл и в другите хипотези се предполага участие на две или повече лица. При тях обаче може да има престъпление и без участието на две или повече лица, а при необходимото съучастие това не е възможно.

## Наказуемост на съучастниците
Основният принцип на наказуемост на съучастниците е регламентиран в чл. 21, ал. 1 от НК – всички съучастници се наказват с наказанието, предвидено за извършеното престъпление, като се вземат предвид характерът и степента на тяхното участие. От това определени следва т. нар. извод за акцесорност на съучастието в тесен смисъл (подбудителство и помагачество). Щом законът постулира, че подбудителя и помагача ще се наказват само при извършено престъпление при опит подбудителство и помагачество няма. Акцесорност има най-малко в два аспекта: свързан с обосноваването на самата отговорност за подбудителство и помагачество; свързан със зависимостта на пределите на тази отговорност с извършеното престъпление. Именно спрямо вторият момент е акцента на втората част от разпоредбата: „като се вземат предвид характерът и степента на тяхното участие“. Под характер на участието се разбира формата, в която съответното лице участва в извършването на престъпление. Под степен на участие се разбира какъв е конкретния принос на всеки един от съучастниците с оглед настъпването на обществено опасните последици. Не е задължително извършителя или съизвършителите да имат по-голяма отговорност в сравнение с подбудителите или помагачите – това е характерно, когато едно лице и подбудител и помагач. Чл. 21, ал. 2 доразвива принципа закрепен в ал. 1 и гласи: подбудителят и помагачът отговарят само за онова, за което умишлено са подбудили или подпомогнали извършителя. Идеята е излизането извън рамките на общия умисъл да не повлича автоматично отговорност да подбудителите и помагачите, т.е. всеки от съучастниците трябва да отговаря индивидуално с оглед участието си в престъплението. Същият принцип от алинея 1 и 2 на чл. 21 се отстоява и в ал. 4: особените обстоятелства, поради които законът изключва, намалява или увеличава наказанието за някого от съучастниците, не се вземат предвид за останалите съучастници, по отношение на които тези обстоятелства не са налице.
Единственото изключение от принципът на чл. 21, ал. 1, продължен в ал. 2 и 4 е уредено в третата алинея на този член: Когато поради определено лично свойство или отношение на дееца законът възвежда извършеното деяние в престъпление, за това престъпление отговарят и подбудителят, и помагачът, за които тези обстоятелства не са налице. Тази алинея визира случаите, при които основния състав на основното престъпление визира особен субект, т.е. субектът трябва да има особени качества напр. да е военно лице (чл. 380, ал. 2). В тези случаи чисто практически няма възможност отговорността да се търси по друг член.

### Доброволен отказ
Доброволният отказ от подбудителство и помагачество е регламентиран в чл. 22 от НК: Подбудителят и помагачът не се наказват, ако по собствена подбуда се откажат от по-нататъшно участие и попречат да се извърши деянието или предотвратят настъпването на престъпните последици. Тук става дума за освобождаване от наказателна отговорност като предпоставките за това зависят от стадия, в който се намира съответното умишлено престъпление. За да е налице отпадане на наказателната отговорност в стадия на приготовление, изпълнителното деяние още не е започнало е нужно подбудителят или помагачът да са се отказали от участие в престъплението; да се откажат по своя воля; да попречат за извършване на престъплението.
С общата постановка „попречат да се извърши деянието или предотвратят настъпването на престъпните последици“ визира всъщност два случая: когато е налице хипотеза на недовършен опит и когато ще се очаква от подбудителя или от помагача да попречат за довършване на деянието, респективно настъпването обществено опасните последици; когато сме в хипотеза на довършен опит и тук става дума наистина да се попречи за извършване на деянието, респективно настъпването обществено опасните последици.